# مربعات صغرى عادية

قانون أوكون في الإقتصاد الكلي يفيد بأنه في إقتصادٍ ما يجب أن يعتمد نمو الناتج المحلي الإجمالي اعتمادًا خطيًا على المتغيرات التي تطرأ على معدلات البطالة. تستخدم طريقة المربعات الصغرى العادية لإنشاء خط انحدار يصف هذا القانون.

في الإحصاء، تشير المربعات الصغرى العادية أو المربعات الصغرى الخطية إلى طريقة تُستخدم لتقدير المعامل غير المعروف في نموذج انحدار خطي. هذه الطريقة تهدف إلى تصغير مجموع المساحات الرأسية التربيعية بين الاستجابات التي تمت ملاحظتها في مجموعة البيانات والاستجابات التي يتوقع حدوثها من التقريب الخطي. ويمكن التعبير عن نتيجة نظرية التقدير بمعادلة بسيطة، خاصةً في حالة المرتد الأحادي من الجانب الأيمن.
ويكون مُقدِّر المربعات الصغرى العادية متسقًا عندما يكون المرتد خارجي ولا يوجد ارتباط المتغيرات المستقلة ضمن معادل انحدار معين، ويكون أمثل في مرتبة المقدر الخطي غير المنحاز عندما يكون الخطأ متنوعًا متجانسًا وغير مترابط تسلسليًا. وتحت هذه الظروف، تزود طريقة المربعات الصغرى العادية بتقدير تباين أصغر غير منحاز عندما تتسم الأخطاء بنسب تباين محدودة. وبافتراض أن الأخطاء موزعة طبيعيًا، فإن طريقة المربعات الصغرى العادية هي مقدار الإمكانية القصوى. وتستخدم هذه الطريقة في الاقتصاد (الاقتصاد القياسي) والهندسة الكهربائية (نظرية التحكم ومعالجة الإشارة) هذه بالإضافة إلى تطبيقها في عِدة مجالات أخرى.